# Список высших учебных заведений Архангельской области
В список высших учебных заведений Архангельской области включены образовательные учреждения высшего и высшего профессионального образования, находящиеся на территории Архангельской области и участвовавшие в мониторинге Министерства образования и науки Российской Федерации 2015 года. Этим критериям в Архангельской области соответствуют 4 вуза и 8 филиалов.
Филиалы вузов, головные организации которых находятся в иных субъектах федерации, сгруппированы в отдельном списке. Порядок следования элементов списка — алфавитный.
Вузы, лицензия которых не действует на 17 июня 2016 года, отмечены цветом.

## Список высших образовательных учреждений
| Название                                                              | Категория         | Год основания | Месторасположение | Число студентов |
| --------------------------------------------------------------------- | ----------------- | ------------- | ----------------- | --------------- |
| Институт управления                                                   | негосударственный | 1996          | Архангельск       |                 |
| Северный государственный медицинский университет                      | государственный   | 1932          | Архангельск       | 3572            |
| Северный (Арктический) федеральный университет имени М. В. Ломоносова | государственный   | 2010          | Архангельск       | 12833           |
| Северный институт предпринимательства                                 | негосударственный | 1993          | Архангельск       | 932             |

## Список филиалов высших образовательных учреждений
| Название | Категория         | Год основания | Месторасположение | Месторасположение головной организации | Число студентов |
| --- | ----------------- | ------------- | ----------------- | -------------------------------------- | --------------- |
| Арктический морской институт (филиал Государственного университета морского и речного флота имени адмирала С. О. Макарова) | государственный   | 1781          | Архангельск       | Санкт-Петербург                        | 171             |
| Вельский филиал Института управления                                                                                       | негосударственный |               | Вельск            | Архангельск                            |                 |
| Котласский филиал Государственного университета морского и речного флота имени адмирала С. О. Макарова                     | государственный   | 1999          | Котлас            | Санкт-Петербург                        | 777             |
| Северный филиал Московского гуманитарно-экономического института                                                           | негосударственный | 1994          | Коряжма           | Москва                                 |                 |
| Северодвинский филиал Института управления                                                                                 | негосударственный | 2010          | Северодвинск      | Архангельск                            |                 |
| Филиал в Коряжме Северного (Арктического) федерального университета имени М. В. Ломоносова                                 | государственный   | 1959          | Коряжма           | Архангельск                            | 548             |
| Филиал в Северодвинске Северного (Арктического) федерального университета имени М. В. Ломоносова                           | государственный   | 2011          | Северодвинск      | Архангельск                            | 2733            |